# West View (Pensilvania)
West View es un borough ubicado en el condado de Allegheny en el estado estadounidense de Pensilvania. En el año 2000 tenía una población de 7.277 habitantes y una densidad poblacional de 2,784 personas por km².

## Geografía
West View se encuentra ubicado en las coordenadas 40°31′6″N 80°2′1″O / 40.51833, -80.03361.

## Demografía
Según la Oficina del Censo en 2000 los ingresos medios por hogar en la localidad eran de $38,264 y los ingresos medios por familia eran $48,442. Los hombres tenían unos ingresos medios de $32,700 frente a los $27,031 para las mujeres. La renta per cápita para la localidad era de $21,025. Alrededor del 6.4% de la población estaba por debajo del umbral de pobreza.